# Torey Thomas
Torey Jamal Thomas (* 26. Februar 1985 in White Plains, New York) ist ein US-amerikanischer Basketballspieler.

## Karriere

### College
Thomas spielte von 2003 bis 2007 für Holy Cross in der NCAA. Beim NBA-Draft 2007 wurde er nicht ausgewählt.

### Profikarriere
Im selben Jahr unterschrieb Thomas seinen ersten Profivertrag bei Kepez Belediyespor in der Türkei. Noch 2007 wechselte er nach Schweden zu Akropol BBK, wo er in der Saison 2007/08 in 22 Spielen durchschnittlich 25,6 Punkte erzielte. 2008 spielte er kurzzeitig für Étendard de Brest in Frankreich, ehe er zu Hanzevast Capitals Groningen in die Niederlande ging. 2009 schloss er sich Matrixx Magix Nijmegen an. Im Jahr 2010 spielte er zunächst für Guaros de Lara in Venezuela, ehe er zu Turów Zgorzelec nach Polen wechselte.
Mit Turów erreichte er 2011 das Finale der polnischen Meisterschaft und wurde als Most Valuable Player der Hauptrunde der PLK 2010/11 ausgezeichnet. 2011 wechselte er zu Spartak Primorje nach Russland, mit dem er 2012 das Finale des russischen Pokals erreichte. Im September 2012 schloss er sich dem serbischen Serienmeister KK Partizan Belgrad an. Der Vertrag wurde jedoch nach wenigen Wochen wieder aufgelöst und Thomas wechselte noch Ende 2012 zu Scavolini Pesaro nach Italien.
2013 ging er erneut in die Türkei zu Aliağa Petkim GSK, ehe er im Dezember 2013 als Ersatz für den verletzten DaShaun Wood zu Le Mans Sarthe Basket in Frankreich wechselte. Anfang 2014 wechselte er zu Cholet Basket, ehe er sich noch im selben Jahr Aris Thessaloniki anschloss. Dort absolvierte er 31 Spiele und erzielte durchschnittlich 10,2 Punkte pro Partie.
2015 schloss er sich Rosa Radom an, mit dem er 2016 den polnischen Pokal gewann und sowohl das Ligafinale als auch das Finale des polnischen Supercups erreichte.
Im September 2016 wechselte Thomas zu MZT Skopje in Nordmazedonien, wo er den Macedonian Supercup gewann und als MVP ausgezeichnet wurde. Noch im selben Jahr ging er zu AEK Larnaca nach Zypern.
2017 wechselte Thomas zu ADA Blois Basket 41 in die französische LNB Pro B. 2019 spielte er für AZS Koszalin in Polen. Von 2020 bis 2021 stand er bei STB Le Havre in der französischen NM1 unter Vertrag und erzielte dort durchschnittlich 5,1 Punkte und 3,1 Assists pro Spiel.
2023 kehrte er in die Vereinigten Staaten zurück und spielte für die Binghamton Bulldogs in der American Basketball Association (ABA).

## Auszeichnungen
- Mitglied des „PBL-Second Team“ 2012
- MVP des Macedonian Supercup 2016